# Get Lifted
Albums de John Legend
Once Again
Get Lifted est le premier album de John Legend, sorti en 2004, sur le label Sony Urban Music/Columbia.

## Liste des titres
| No  | Titre                           | Auteur                                                              | Durée |
| --- | ------------------------------- | ------------------------------------------------------------------- | ----- |
| 1.  | Prelude                         | John Stephens                                                       | 0:44  |
| 2.  | Let's Get Lifted                | John Stephens, Kanye West, Rick Shobin                              | 3:37  |
| 3.  | Used to Love U                  | John Stephens, Kanye West                                           | 3:30  |
| 4.  | Alright                         | John Stephens, Kanye West                                           | 3:20  |
| 5.  | She Don't Have to Know          | John Stephens, William Adams, Sylvester Stewart                     | 4:52  |
| 6.  | Number One (feat. Kanye West)   | John Stephens, Kanye West, Curtis Mayfield                          | 3:18  |
| 7.  | I Can Change (feat. Snoop Dogg) | John Stephens, Dave Tozer, Calvin Broadus                           | 5:01  |
| 8.  | Ordinary People                 | John Stephens, William Adams                                        | 4:41  |
| 9.  | Stay With You                   | John Stephens, Dave Tozer                                           | 3:49  |
| 10. | Let's Get Lifted Again          | John Stephens, Dave Tozer                                           | 2:18  |
| 11. | So High                         | John Stephens, DeVon "Devo" Harris, Paul Cho, Leon Ware, Pam Sawyer | 5:07  |
| 12. | Refuge (When It's Cold Outside) | John Stephens, DeVon "Devo" Harris, Paul Cho                        | 4:13  |
| 13. | It Don't Have to Change         | John Stephens, Dave Tozer                                           | 3:23  |
| 14. | Live It Up                      | John Stephens, DeVon "Devo" Harris, Tarrey Torae, Anthony Hester    | 4:35  |